# Afak
Afak (عفك in arabo) è una città dell'Iraq situata nel governatorato di al-Qadisiyya.